# Batracomorphus ceres
Batracomorphus ceres är en insektsart som beskrevs av Knight 1983. Batracomorphus ceres ingår i släktet Batracomorphus och familjen dvärgstritar. Inga underarter finns listade i Catalogue of Life.